# سامرست (تگزاس)
سامرست، تگزاس (به انگلیسی: Somerset, Texas) یک شهر در ایالات متحده آمریکا با جمعیت ۱٬۵۵۰ نفر است که در تگزاس واقع شده‌است.